# Piazza d'Armi (Grosseto)
Piazza d'Armi è situata al centro del bastione Fortezza, lungo le mura medicee di Grosseto.

## Descrizione
La piazza si presenta a forma rettangolare, con pavimentazione in laterizio e pietra serena che si dispone a raggiera. Al centro si trova il Pozzo della Fortezza (restaurato negli ultimi decenni del secolo scorso), contenente una cisterna interrata della fine del Cinquecento per la raccolta d'acqua che giungeva attraverso una serie di canalizzazioni e veniva distribuita all'intera "Cittadella" durante i ricorrenti periodi siccitosi.
Una serie di edifici di epoca cinquecentesca, tra i quali si trova anche la cappella di Santa Barbara, delimitano il lato sinistro della piazza. In passato, erano adibiti ad alloggi delle sentinelle, mentre attualmente ospitano un'area museale, a seguito dei lavori di restauro e di riqualificazione terminati negli anni recenti.
L'area adiacente alla piazza d'Armi ospita manifestazioni culturali e spettacoli all'aperto durante il periodo estivo.
Dalla piazza, una rampa di scale conduce alle cannoniere, alcune delle quali collegate attraverso una serie di gallerie sotterranee.